# استاریه بالیکلی
استاریه بالیکلی (به لاتین: Staryye Balykly) یک منطقهٔ مسکونی در روسیه است که در باشقیرستان واقع شده‌است.